# Karl Scheydt
Karl Emil „Charly“ Scheydt (* 5. Februar 1940; † 30. April 2009) war ein deutscher Schauspieler, Regieassistent, Produktionsleiter, Aufnahmeleiter, Tonmeister, Lichtmeister, Ausstatter und Kameramann.

## Leben und Wirken
Karls Scheydts Karriere begann 1970/71 mit Rainer Werner Fassbinders Filmen Niklashauser Fart, Der amerikanische Soldat, Warnung vor einer heiligen Nutte und Händler der vier Jahreszeiten. Es folgten noch viele weitere Filme als Schauspieler unter Regie von Rainer Werner Fassbinder sowie Mitarbeiter in dessen Kamera- und Produktionsstab. Auch in Filmen der Fassbinder-Freunde Ulli Lommel und Peer Raben spielte Scheydt mit. Nach dem Tod von Fassbinder verlief Karl Scheydts Karriere in ruhigeren Bahnen. So war er in mehreren Folgen der TV-Fahndungssendung Aktenzeichen XY … ungelöst zu sehen, mindestens fünf Mal als Finder einer Leiche.

## Filmografie (Auswahl)
Filme als Darsteller:
- 1970: Der amerikanische Soldat, Regie: Rainer Werner Fassbinder
- 1970: Niklashauser Fart, Regie: Rainer Werner Fassbinder
- 1971: Warnung vor einer heiligen Nutte, Regie: Rainer Werner Fassbinder
- 1971: Oberschüler, Regie: Hark Bohm, Rudolf Waldemar Brem, Harry Baer, Gunter Krää
- 1972: Händler der vier Jahreszeiten, Regie: Rainer Werner Fassbinder
- 1972: Acht Stunden sind kein Tag (5 Teile), Regie: Rainer Werner Fassbinder
- 1972: Die Zärtlichkeit der Wölfe, Regie: Ulli Lommel
- 1972: Wildwechsel, Regie: Rainer Werner Fassbinder
- 1973: Zahltag, Regie: Hans Noever
- 1973: Welt am Draht, Regie: Rainer Werner Fassbinder
- 1974: Fontane Effi Briest, Regie: Rainer Werner Fassbinder
- 1974: Angst essen Seele auf, Regie: Rainer Werner Fassbinder
- 1974: Jodeln is ka Sünd, Regie: Ulli Lommel
- 1975: Faustrecht der Freiheit, Regie: Rainer Werner Fassbinder
- 1975: Lieber Franz, ich liebe dich, Regie: Laurens Straub, Michael Pakleppa
- 1977: Bolwieser, Regie: Rainer Werner Fassbinder
- 1978: Spiel der Verlierer, Regie: Christian Hohoff
- 1978: In einem Jahr mit 13 Monden, Regie: Rainer Werner Fassbinder
- 1978: Messer im Kopf, Regie: Reinhard Hauff
- 1979: Drei Freundinnen, Regie: Konrad Sabrautzky
- 1980: Berlin Alexanderplatz (14 Teile), Regie: Rainer Werner Fassbinder
- 1981: Oasis, Regie: Burghard Schlicht
- 1981: Heute spielen wir den Boß – Wo geht’s denn hier zum Film?, Regie: Peer Raben
- 1982: Querelle, Regie: Rainer Werner Fassbinder
- 1982: Die weiße Rose, Regie: Michael Verhoeven
- 1984: Wenn die Musik aus ist, dann ist auch die Liebe aus, Regie: Volker Maria Arend, Reinhard Donga
- 1986: Tür an Tür, Regie: Konrad Sabrautzky
- 1987: Gundas Vater, Regie: Michael Verhoeven
- 1988: Ein naheliegender Mord, Regie: Oliver Storz
- 1989: Geld, Regie: Doris Dörrie
- 1989: Die schnelle Gerdi (Serie), Regie: Michael Verhoeven
- 1990: Der Rausschmeißer, Regie: Xaver Schwarzenberger
- 1990: Staub vor der Sonne, Regie: Petra Katharina Wagner
- 1992: Im Schatten der Gipfel (Serie), Regie: Erwin Keusch